# Саргсян Таджат Гегамович
Таджат Гегамович Саргсян (1 січня 1941, село Башгюх Гукасянського району, тепер марз Ширак, Вірменія) — радянський діяч, 1-й секретар Ленінаканського міського комітету КП Вірменії. Член ЦК КПРС у 1990—1991 роках. Народний депутат Вірменської РСР (Республіки Вірменії). Кандидат економічних наук.

## Життєпис
З 1959 року працював токарем Ленінаканського електротехнічного заводу Вірменської РСР.
У 1964 році закінчив Єреванський політехнічний інститут.
У 1965 році служив у Радянській армії.
У 1965—1966 роках — інженер-конструктор Ленінаканського заводу ковальського-пресового обладнання.
Член КПРС з 1966 року.
У 1966—1967 роках — інструктор, завідувач відділу Ленінаканського міського комітету ЛКСМ Вірменії.
У 1967—1972 роках — 1-й секретар Ленінаканського міського комітету ЛКСМ Вірменії.
У 1972—1975 роках — секретар партійного комітету (парткому) Ленінаканського текстильного комбінату імені Травневого повстання.
У 1975—1985 роках — завідувач відділу Ленінаканського міського комітету КП Вірменії.
У 1977 році закінчив Вищу партійну школу при ЦК КПРС у Москві.
У 1985—1989 роках — 1-й секретар Московського районного комітету КП Вірменії міста Ленінакана.
У 1989—1991 роках — 1-й секретар Ленінаканського міського комітету КП Вірменії.
У грудні 2013 — листопаді 2017 року — 1-й секретар ЦК Комуністичної партії Вірменії. Входив до керівного складу СКП—КПРС.
Подальша доля невідома.